# Краснояровский (Волгоградская область)
Краснояровский — упразднённый хутор в Урюпинском районе Волгоградской области России. Входил в состав Михайловского сельского поселения. Упразднён в 2006 году.

## География
Хутор находится в лесостепи, в пределах Хопёрско-Бузулукской равнины, являющейся частью Восточно-Европейской равнины, на левом берегу реки Хопёр, на расстоянии примерно 1 километра (по прямой) к югу от станицы Михайловская.

## История
По данным на 1936 год хутор Краснояровский, входил в состав Михайловского сельсовет Хопёрского района, состоял из 28 хозяйств, в которых проживало 101 человек.
В 1959 году в связи с упразднением Хопёрского района включён в состав Урюпинского района.
Постановлением Волгоградской областной думы от 27 апреля 2006 года № 9/175 хутор Краснояровский исключён из учётных данных.

## Население
Согласно результатам переписи 2002 года на хуторе отсутствовало постоянное население.